# 基爾河 (萊茵蘭-普法爾茨州)
49°48′12″N 6°42′6″E / 49.80333°N 6.70167°E
基爾河（德語：Kyll，發音：[ˈkɪl]）是德國的河流，位於莱茵蘭-普法爾茨州，屬於摩澤爾河的左支流，河道全長142公里，流域面積834平方公里，發源自艾费尔山，流經施塔特基尔、盖罗尔施泰因、基尔堡和比特堡，河口處在特里爾。